# ジェフ・ヒラー
ジェフ・ヒラー（Jeff Hiller、1975年 - ）はアメリカ合衆国のコメディアン、俳優である。

## 来歴
1976年、テキサス州のサンアントニオに生まれる。テキサス・ルーザラン大学を1998年に卒業後、2001年にニューヨークを拠点とする即興コメディ劇団「The Upright Citizens Brigade Theatre」に参加。様々な役柄で舞台に立った。その後、2004年からテレビを中心にキャリアを重ね、様々な作品へ出演。
2022年から2024年まで出演したテレビドラマシリーズ『サムバディ・サムウェア』では、コメディエンヌのブリジット・エヴァレットと共にメインキャストを演じて、2023年のインディペンデント・スピリット賞のテレビ部門の助演男優賞にもノミネートされた。作品も高く評価され、作品自体も同年のピーボディ賞にノミネートされている。2022年に出演したホラーアンソロジーシリーズ『アメリカン・ホラー・ストーリー：NYC』では、数エピソードで連続殺人鬼のホワイトリーを怪演し、印象を残している。

## 出演作品

### 映画
| 公開年 | 邦題 原題                                      | 役名                              | 備考       |
| ------ | ---------------------------------------------- | --------------------------------- | ---------- |
| 2008年 | オー!マイ・ゴースト Ghost Town                 | 裸の男                            |            |
| 2009年 | 恋する宇宙 Adam                                | ロム                              |            |
| 2010年 | 恋とニュースのつくり方 Morning Glory           | チャンネル9のプロデューサー・サム |            |
| 2012年 | ゲイビー Gayby                                 | ショーガールのファンの一人        | 日本未公開 |
| 2018年 | グレタ GRETA Greta                             | メートル・D・ヘンリー             |            |
| 2018年 | セットアップ: ウソつきは恋のはじまり Set It Up | メキシコレストランのウェイター    |            |
| 2024年 | Lost & Found in Cleveland                      | グラハム・ハーグレイヴス          | 日本未公開 |

### テレビシリーズ
| 放映年        | 邦題 原題                                                      | 役名                          | 備考                                                                                         |
| ------------- | -------------------------------------------------------------- | ----------------------------- | -------------------------------------------------------------------------------------------- |
| 2008年        | 30 ROCK/サーティー・ロック 30 Rock                             | ホテルのクラーク              | 1エピソード出演                                                                              |
| 2009, 2010年  | ガイディング・ライト Guiding Light                             | フランシス                    | 2エピソード出演                                                                              |
| 2010年        | アグリー・ベティ Ugly Betty                                    | ウィルディーヴァのファン      | 1エピソード出演                                                                              |
| 2011年        | コミ・カレ!! Community                                         | グリー・クラブの男            | 1エピソード出演                                                                              |
| 2011年        | ボアード・トゥ・デス Bored to Death                            | エムシー                      | 1エピソード出演                                                                              |
| 2011年        | デス・ヴァレー Death Valley                                    | 警備員                        | 1エピソード出演                                                                              |
| 2011年        | サイク/名探偵はサイキック? Psych                               | ドウェイン                    | 1エピソード出演                                                                              |
| 2011年        | LAW & ORDER:犯罪心理捜査班 Law & Order: Criminal Intent        | スタン                        | 1エピソード出演                                                                              |
| 2012年        | NTSF:SD:SUV::                                                  | ドン                          | 1エピソード出演                                                                              |
| 2012年        | ベスト・フレンズ・フォーエヴァー Best Friends Forever          | ホスト                        | 1エピソード出演                                                                              |
| 2013年        | GO ON Go On                                                    | エリック                      | 1エピソード出演                                                                              |
| 2014年        | マッカーシーズ The McCarthys                                   | フィリップ                    | 2エピソード出演                                                                              |
| 2014年        | ホット・ワイヴス・オブ・オーランド The Hotwives of Orlando     | アントワン・ドナー            | 4エピソード出演                                                                              |
| 2015年        | ホット・ワイヴス・オブ・ラスベガス The Hotwives of Las Vegas   | アントワン・ドナー            | 3エピソード出演                                                                              |
| 2016年        | クレイジー・エックス・ガールフレンド Crazy Ex-Girlfriend       | ハリー                        | 1エピソード出演 "That Text Was Not Meant for Josh!"                                          |
| 2017年        | ブロード・シティ Broad City                                    | ティム                        | 1エピソード出演                                                                              |
| 2019年        | アンブレイカブル・キミー・シュミット Unbreakable Kimmy Schmidt | ティモシー/トマシー           | 2エピソード出演                                                                              |
| 2020年        | リトル・アメリカ Little America                                | 風邪の男                      | 1エピソード出演                                                                              |
| 2022 - 2024年 | サムバディ・サムウェア Somebody Somewhere                      | ジョエル                      | メインキャストとして21エピソード出演 ※インディペンデント・スピリット賞・助演男優賞ノミネート |
| 2022年        | アメリカン・ホラー・ストーリー：NYC American Horror Story: NYC | ギデオン・ホワイトリー        | 準レギュラーで9エピソード出演                                                                |
| 2022年        | イーヴィル: 超常現象捜査ファイル Evil                          | チャック                      | 1エピソード出演                                                                              |
| 2022年        | ザ・ウォッチャー The Watcher                                   | セラピスト                    | 1エピソード出演                                                                              |
| 2023年        | FBI: Most Wanted 〜指名手配特捜班〜 FBI: Most Wanted           | ルドルフ・ヴァリテク          | 1エピソード出演                                                                              |
| 2024年        | アメリカン・ホラー・ストーリーズ American Horror Stories       | ネヴィンス/ナイルズ・テイラー | それぞれ別役で2エピソード出演                                                                |